# Dyscalculie
Dyscalculie is een leerstoornis op het gebied van rekenen. Het woord dyscalculie komt uit het Grieks en Latijn en betekent: slecht kunnen rekenen. Het voorvoegsel "dys" komt uit het Grieks en betekent "verstoord". "Calculie" komt uit het Latijn en betekent "rekenen". Dyscalculie is een stoornis die gekenmerkt wordt door hardnekkige problemen met het leren en het vlot en correct oproepen en toepassen van reken-wiskundekennis. De rekenproblemen mogen niet veroorzaakt zijn door slecht onderwijs of didactische verwaarlozing. In dat geval wordt er niet gesproken van dyscalculie, maar van een rekenprobleem. De oorzaak moet dus bij het kind liggen en niet in de omgeving. Dyscalculie komt ongeveer even vaak voor als dyslexie. Ongeveer 10% van alle kinderen heeft rekenproblemen en ongeveer 3.7% van alle kinderen, adolescenten en volwassenen heeft dyscalculie. De grens tussen rekenproblemen en dyscalculie is soms moeilijk te trekken. Uit onderzoek blijkt dat er een samenhang is tussen dyscalculie en dyslexie. Ook disharmonie in het IQ, zwak ruimtelijk inzicht en problemen met de aandacht zijn factoren die de ontwikkeling naar vloeiend rekenen kunnen belemmeren.

## Beschrijving van de stoornis
Dyscalculie is een leerstoornis die ernstig en blijvend (hardnekkig) is en die onderscheiden moet worden van rekenmoeilijkheden als gevolg van een gebrekkig onderwijsaanbod en als gevolg van een bredere omgevings-, neurologische, sensorische en/of gedragsproblematiek of verstandelijke beperkingen.
Bij Dyscalculie kunnen onderstaande zaken een rol spelen:
- Er is een redelijke samenhang met dyslexie en andere stoornissen als niet-verbale leerstoornis en ADHD
- Er zijn aanwijzingen dat dyscalculie erfelijk is

## Kenmerken en symptomen
Bij dyscalculie is er sprake van problemen met het aanleren van getallen en blijven hangen in simpele procedures. Ook worden getallen verwisseld en is de plaatsbepaling binnen een rekenopgave een probleem. Het automatiseren gaan moeizaam en het verwerken van sommen gaat traag. 
Dyscalculie gaat vaak samen met:
- Moeizaam aanleren van getal- en volumebetekenissen vanaf de kleuterleeftijd (vb verband tussen getal en de concrete hoeveelheid, tellen)
- Moeizaam aanleren van wiskundige procedures
- Moeilijkheden met elementaire rekenkundige bewerkingen en met complexere wiskundige taken
- Een verminderde ruimtelijke oriëntatie
- Lage verwerkingssnelheid

Niet de aanwezigheid van rekenfouten, maar hun verscheidenheid, hardnekkigheid en frequentie zijn bepalend.
De meest voorkomende symptomen in het dagelijkse leven zijn:
- Overslaan van getallen bij het tellen
- Moeizaam onderscheiden van optellen en aftrekken binnen een lange opeenvolgende som
- Problematisch geheugen bij het berekenen van sommen
- Traag bij het maken van berekeningen
- Weinig tot geen ruimtelijk inzicht hebben
- Moeite hebben met inschatten van hoeveel iets is of hoe snel iets gaat of hoe  ver iets is
- Moeite hebben met kaartlezen of een routebeschrijving
- Moeite hebben met aanleren van een bepaalde volgorde waarin iets gedaan moet worden

Bij dyscalculie komt het automatiseren van de rekenhandelingen niet of maar heel moeizaam tot stand. De tafels van vermenigvuldiging blijven niet zitten. Het rekenen en de ontwikkeling ervan zijn duidelijk vertraagd. Het inzicht in de getallenopbouw, het positiesysteem, is gebrekkig.  

## Criteria
Criteria bij het vaststellen van dyscalculie kunnen zijn:
- Onderpresteren is niet te verklaren uit slecht onderwijs
- Geen vooruitgang ondanks 6 maanden intensieve hulp

## Diagnostiek
Het stellen van de diagnose dyscalculie is in Nederland voorbehouden aan specialisten op het gebied van leerstoornissen. Onderwijzers, remedial teachers of ib'ers mogen deze diagnose niet stellen. Ook een masteropleiding geeft deze bevoegdheid niet. Hulpverleners met de kwalificatie gz-psycholoog of orthopedagoog-generalist zijn hiertoe wel bevoegd. In Vlaanderen kan een logopedist deze diagnose stellen. 
Voor het vaststellen van de diagnose moet worden uitgesloten dat de rekenproblemen een andere oorzaak hebben, zoals een andere stoornis of slecht rekenonderwijs op de basisschool waar het kind onderwijs volgt. Daarnaast moet worden aangetoond dat met kwalitatief goede bijlessen gedurende 6 maanden de achterstand niet ingelopen wordt. In 2013 zijn drie nieuwe Nederlandse tests om dyscalculie op te sporen verschenen. Het gaat om de Nederlandse Dyscalculie Screener (NDS) (verscheen in september 2013), de Zareki-nl, en de 3DM Dyscalculie (verscheen in september 2013). Deze drie tests voldoen aan in Nederland gestelde normen.

## Interventies
De behandeling moet aangepast zijn aan de noden, de leeftijd en de specifieke symptomen die het kind vertoont. De behandeling wordt best zo vroeg mogelijk gestart en moet worden gegeven door een logopedist in een individuele setting.
Effectieve interventies bij dyscalculie gaan onder andere uit van het verhogen van het getalbegrip en extra trainingen, zodat er een beter inzicht ontstaat in de getallen en hoeveelheden en hoe men hier concreet mee kan rekenen. Met de volgende interventies kunnen vaardigheden op termijn verbeteren en het zelfvertrouwen groeien:
- Meer instructie- en oefentijd
- Verlengde instructie
- Preteaching: vóór de les uitleg krijgen over de leerstof die behandeld zal worden
- Hulp in kleine groep (niet ten koste van de groepsinstructie)
- Voordoen, samen doen, zelf doen
- Expliciete en intensieve instructie van één strategie
- Deelvaardigheden expliciet inoefenen
- Uitgebreide inoefening
- Dagelijkse automatiseringsoefeningen
- Directe feedback
- Aanmoediging en positieve feedback
- Geef extra tijd bij toetsen en examens
- Gebruik laten maken van een rekenmachine als hulpmiddel
- Gebruik laten maken van opzoekboekje als hulpmiddel.
- Gebruik laten maken van deelkaart/tafelkaart.
- Gebruik laten maken van getallenkaart als hulpmiddel.
- Gebruik laten maken van formulekaart als hulpmiddel

## Impact
Het belang van dyscalculie wordt nog steeds onderschat. Slechte wiskundige vaardigheden vormen een grote belasting voor het kind.  Slechte rekenvaardigheden worden geassocieerd met psychosociale gevolgen. Wanneer dyscalculie niet als zodanig wordt herkend, kunnen negatieve schoolervaringen en het herhaaldelijk gebrek aan succes in wiskundige taken tot faalangst en een verminderd gevoel van eigenwaarde leiden. De getroffen kinderen en adolescenten kunnen diverse psychische symptomen en stoornissen ontwikkelen.